# Запрещённый Христос
«Запрещённый Христос» (итал. Il Cristo proibito) — фильм-драма итальянского режиссёра Курцио Малапарте 1951 года.

## Сюжет
Итальянский солдат Бруно Бальди, воевавший на русском фронте во время Второй мировой войны и взятый в плен, возвращается домой в свою деревню в Тоскане к своей семье и узнаёт, что его брат был предан каким-то жителем деревни и расстрелян немецким карательным отрядом. Никто в его семье не хочет говорить о том, что произошло. Его невеста Мария признаётся, что переспала с его братом в тот вечер, когда он был убит. Бруно хочет отомстить за своего брата. На празднике Богородицы оратор спрашивает у жителей, готов ли кто-нибудь убить себя, чтобы искупить грехи других, но никто не жертвует собой.

## В ролях
- Раф Валлоне — Бруно Бальди
- Рина Морелли — мать Бруно
- Ален Кюни — Антонио
- Анна-Мария Ферреро — Мария
- Элена Варци — Нелла
- Джино Черви — пономарь
- Ernesta Rosmino — Ассунта
- Филипп Лемэр — Пинин
- Луиджи Тоси — Андреа
- Гуальтьеро Тумиати — отец Бруно
- Лианелла Карелл
- Габриэле Ферцетти
- Джулия Сабатини

## Съёмочная группа
- Курцио Малапарте — режиссёр, автор сценария, композитор
- Габор Погани — оператор
- Эудженио Фонтана — продюсер
- Léonidas Maroulis — художник-постановщик
- Орфео Тамбури — художник по костюмам
- Джанкарло Каппелли — монтажёр

## Награды
Победитель
- 1-й Берлинский международный кинофестиваль — Специальный приз города Берлина[1]

Номинации
- Каннский кинофестиваль 1951 года — Золотая пальмовая ветвь[2]